# لخضر ضرباني
لخضر ضرباني سياسي جزائري، شغل منصب وزير السياحة والصناعة التقليدية بحكومة بن بيتور.